# Amtsgericht Milowka
Das Amtsgericht Milowka war während der Deutschen Besetzung Polens 1939–1945 ein deutsches Amtsgericht mit Sitz in Milowka.

## Geschichte
In der Zweiten Polnische Republik bestand in Milówka das Sąd Rejonowy w Milówce (Kreisgericht Milówka) als Eingangsgericht. Dieses war dem Sąd Okręgowy w Tarnowie (Bezirksgericht Tarnów) und dieses wiederum dem Sąd Apelacyjny w Wadowicach (Appellationsgericht Wadowice) nachgeordnet.
Nach der deutschen Besetzung wurden diese Gerichte Anfang September 1939 aufgehoben und an deren Stelle deutsche Gerichte gebildet. In Milowka entstand so das Amtsgericht Milowka, welches dem Landgericht Bielitz zugeordnet war, da Wadowice dem Generalgouvernement zugeordnet war.
Am 9. Juni 1943 ordnete der Präsident des Oberlandesgerichtes Kattowitz an, das Amtsgericht Milowka zu schließen und stattdessen jeden Donnerstag Gerichtstage des Amtsgerichtes Saybusch hier zu halten. Im Frühjahr 1945 wurde das Gerichtsgebiet durch die Rote Armee besetzt und wurde danach wieder ein Teil Polens. Unter polnischer Verwaltung wurden die deutschen Gerichte aufgehoben und erneut polnische Gerichte eingerichtet.